# Skocznia narciarska w Warszawie (Agrykola)
Agrykola – najmniejsza skocznia narciarska w Warszawie o punkcie konstrukcyjnym K20.

## Historia
Została wybudowana w 1925. W latach 70. została zburzona, zaś miejsce jej wieży i rozbiegu zajęła część odbudowanego Zamku Ujazdowskiego.
Obecnie jedyną pozostałością po skoczni jest stare zbocze zeskoku.

## Informacje o skoczni
- Rok konstrukcji – 1925
- Punkt konstrukcyjny – 20 m
- Rekord skoczni: – 25 m –  Władysław Gąsienica-Roj (1957)